# Trigonal pyramidal molekylær geometri
I kemi er trigonal pyramidal en molekylær geometri med ét atom i toppen og tre atomer i hjørnerne af en trekantet base, der minder omen tetrahedron (ikke at forveksle med tetrahedral geometri). Når alle tre atomer i hjørnerne er identiske tilhører molekylet symmetrigruppen C3v. Bindingsvinklen vil normal være omkring 109,5°.
Nogle molekyler og ion med trigonal pyramidal geometri er pnictogen hydrider (XH3), xenon trioxid (XeO3), chlorat-ionen, ClO3−, og sulfit-ionen, SO2−3. I organisk kemi bliver molekyler med trional pyramidal geometri nogle gange omtalt som sp3 hybridiserede. Ifølge VSEPR-teori klassificeres de som AX3E1.